# Uperoleia stridera
Uperoleia stridera es una especie de anfibio anuro de la familia Myobatrachidae.

## Distribución geográfica
Esta especie es endémica del noroeste de Australia. Se encuentra en Australia Occidental y el Territorio del Norte.

## Publicación original
- Catullo, Doughty & Keogh, 2014 : A new frog species (Myobatrachidae: Uperoleia) from the northern desert region of Australia, with a redescription of U. trachyderma. Zootaxa, n.º 3753 (3), p. 251-262.[4]